# Thomas Joannes
Thomas Joannes (* 20. prosince 1994) je francouzský reprezentant ve sportovním lezení, vicemistr Francie, akademický vicemistr světa a první akademický mistr Evropy v lezení na obtížnost.

## Výkony a ocenění

### Závodní výsledky
| Mistrovství světa | Mistrovství světa | Mistrovství světa | Mistrovství světa |
| Rok               | 2012              | 2016              | 2018              |
| ----------------- | ----------------- | ----------------- | ----------------- |
| Obtížnost         | 23                | 26                | 13                |

| Světový pohár | Světový pohár | Světový pohár | Světový pohár | Světový pohár      | Světový pohár       | Světový pohár       | Světový pohár    |
| Rok           | 2012          | 2013          | 2014          | 2015               | 2016                | 2017                | 2018             |
| ------------- | ------------- | ------------- | ------------- | ------------------ | ------------------- | ------------------- | ---------------- |
| Obtížnost     | 42-46         | 47            | x             | 11                 | 8                   | 7                   | 15               |
| jednotlivě*   | ,41,16,       | ,18,26,       | ,24,27,36,22, | ,15,13,14,8,11,10, | ,10,6,11,11,15,,14, | ,9,16,5,6,19,27,14, | ,,19,13,6,31,24, |

* poznámka: nalevo jsou poslední závody v roce
| Mistrovství Francie | Mistrovství Francie | Mistrovství Francie |
| Rok                 | 2012                | 2016                |
| ------------------- | ------------------- | ------------------- |
| Obtížnost           | 3                   | 2                   |

| Akademické mistrovství světa | Akademické mistrovství světa |
| Rok                          | 2018                         |
| ---------------------------- | ---------------------------- |
| Obtížnost                    | 2                            |

| Akademické mistrovství Evropy | Akademické mistrovství Evropy |
| Rok                           | 2015                          |
| ----------------------------- | ----------------------------- |
| Obtížnost                     | 1                             |